# This Is the Life I Lead
Albums de Daz Dillinger
Who Ride wit Us: Tha Compalation, Vol. 1
(2001) To Live and Die in CA
(2002)
This Is the Life I Lead est le troisième album studio de Daz Dillinger, sorti le 11 juin 2002.
L'album s'est classé 6e au Top Independent Albums, 15e au Top R&B/Hip-Hop Albums et 109e au Billboard 200.

## Liste des titres
| No  | Titre                                                | Durée |
| --- | ---------------------------------------------------- | ----- |
| 1.  | D.P.G.C. 4 Life (Intro)                              | 0:51  |
| 2.  | Drama                                                | 4:02  |
| 3.  | Ain't That Somethin' (featuring Crystal et P.F.N.)   | 4:21  |
| 4.  | Bitch Bitch Bitch Make Me Rich (featuring Too $hort) | 4:59  |
| 5.  | Keep It Gangsta                                      | 4:13  |
| 6.  | I Live Every Day Like I Could Die That Day           | 3:58  |
| 7.  | Load Up (featuring Tanya Herron)                     | 3:59  |
| 8.  | Run Tha Streetz                                      | 4:59  |
| 9.  | We Do This Passion!                                  | 3:16  |
| 10. | Redrum Galour! (featuring Mean Piece)                | 3:39  |
| 11. | This Is the Life I Lead                              | 4:28  |
| 12. | Outro D.P.G.C. 4 Life                                | 11:28 |

| 13. | Keep It Gangsta (Remix) | 4:25 |